# Otto Böckel

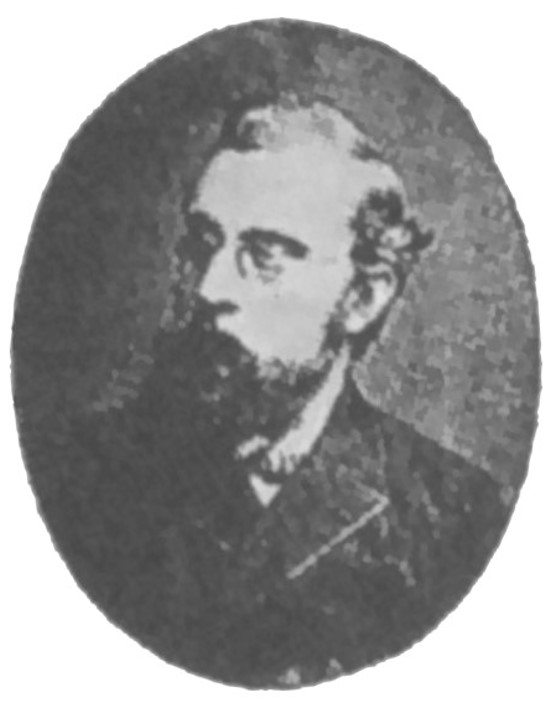
Otto Böckel um 1880

Otto Böckel, zeitgenössisch meist Otto Boeckel, (* 2. Juli 1859 in Frankfurt am Main; † 17. September 1923 in Michendorf, Kreis Zauch-Belzig) war ein deutscher Volkskundler (insbesondere Volksliedforscher), Publizist und Politiker. Als Interessenvertreter des hessischen Kleinbauerntums („hessischer Bauernkönig“) wandte er sich gegen adelige Großgrundbesitzer und Kapitalismus, insbesondere aber gegen angebliche „Wucherjuden“, denen er die Schuld für wirtschaftliche Probleme gab. Er verwendete auch das Pseudonym Dr. Capistrano. Böckel war ein führender Vertreter des politischen Antisemitismus im Deutschen Kaiserreich. Er gründete 1890 die Antisemitische Volkspartei, aus der 1893 die gleichfalls antisemitische Deutsche Reformpartei hervorging. Als Abgeordneter des Wahlkreises Marburg–Frankenberg war er von 1887 bis 1903 Mitglied des Reichstages. 

## Leben
Otto Böckel wurde als Sohn des Steinmetzen Gustav Böckel und seiner Gattin Anna geb. Schaffner in Frankfurt am Main geboren. Er studierte ab 1878 Rechtswissenschaften und Nationalökonomie in Gießen und Heidelberg, danach neuere Sprachen in Marburg und Gießen. In Gießen wurde er 1879 Mitglied der Burschenschaft Germania. 1882 promovierte er in Marburg bei dem Romanisten Edmund Stengel und nahm eine Stelle an der Universitätsbibliothek an. Böckel widmete sich fortan volkskundlichen Studien, insbesondere der Volksliedforschung und der bäuerlichen Alltagskultur in Hessen. Seine von Agrarromantik und Antisemitismus durchzogene Verklärung des kleinbäuerlichen Lebens war stark an Wilhelm Heinrich Riehl angelehnt, trug aber auch antikonservative und antiautoritäre Züge. Seine judenfeindlichen Verschwörungstheorien entnahm Böckel wahrscheinlich den Werken der französischen Antisemiten Alphonse de Toussenel und Édouard Drumont.

### Der Weg in die Politik

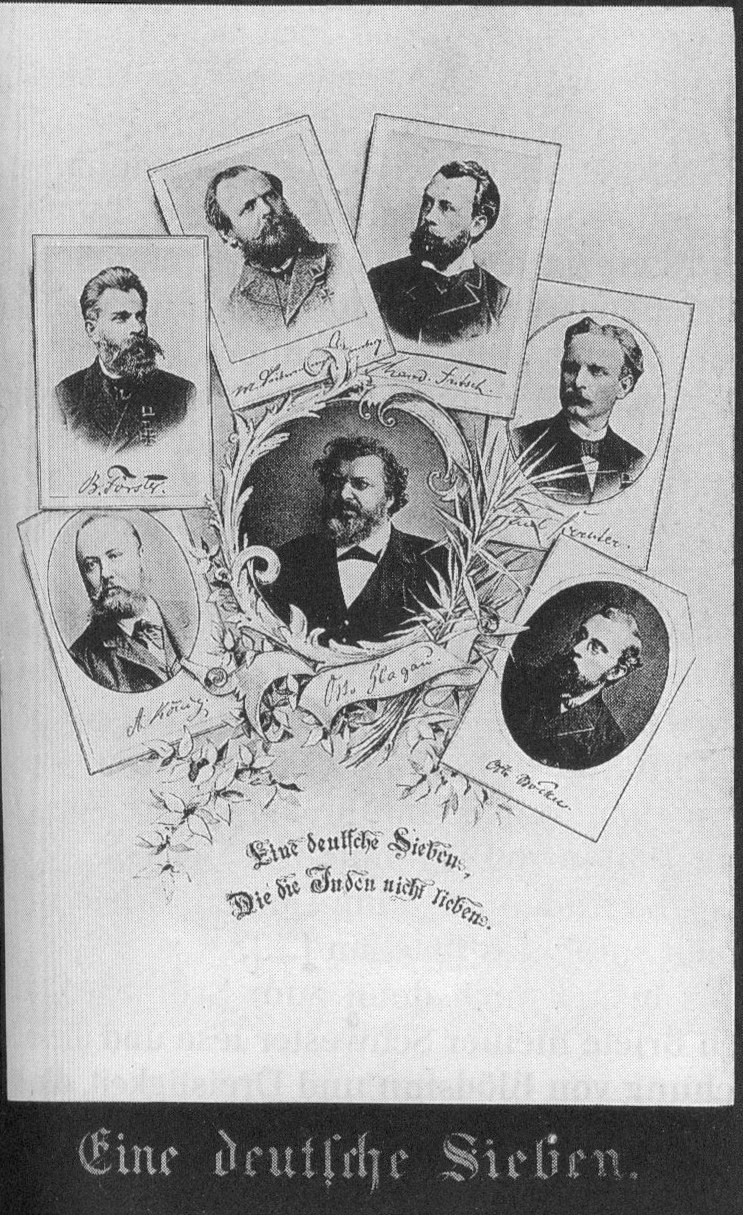
„Berliner Bewegung“: Otto Glagau (Mitte), im Uhrzeigersinn Adolf König, Bernhard Förster, Max Liebermann von Sonnenberg, Theodor Fritsch, Paul Förster und Otto Böckel, ca. 1880

Otto Böckel sah sich zeitlebens als Kämpfer für die von der Agrarkrise bedrohte kleinbäuerliche Lebenswelt seiner kurhessischen Heimat. Die Schuldigen für den Niedergang des Bauerntums sah er in jüdischen Viehhändlern und Kreditgebern, welche die Bauern angeblich durch Wuchergeschäfte schädigten, ihren Besitz zwangsversteigerten („Güterschlächterei“), um mit ihm Bodenspekulation zu betreiben. Die Berechtigung dieser seit dem Mittelalter kursierenden Vorwürfe ist extrem zweifelhaft. Sie wurden damals aber von vielen Zeitgenossen bereitwillig akzeptiert, da sie von der ökonomischen Inkompetenz der verschuldeten Bauern und von überindividuellen Strukturveränderungen in der Landwirtschaft im heraufziehenden Industriezeitalter ablenkten, (so u. a. Preisverfall durch die Globalisierung der Agrarmärkte, veraltete Produktionsmethoden, Zersplitterung des Besitzes, Arbeitskräftemangel durch Landflucht).
Ein spektakuläres Gerichtsverfahren gegen Conrad Hedderich, der seine jüdischen Gläubiger ermordet hatte (allerdings mangels Beweisen freigesprochen wurde), motivierte Böckel, politisch tätig zu werden.

### Der „hessische Bauernkönig“

1891 illustrierte das sozialdemokratische Witzblatt „Der Wahre Jacob“ zustimmend die von Otto Böckel ausgegebene Parole „Gegen Junker und Juden“.

Fortan zog Böckel mit einigen Gesinnungsgenossen als antisemitischer Agitator über die hessischen Dörfer und fand unter den Kleinbauern, ländlichen und kleinstädtischen Unterschichten und unter den Marburger Studenten begeisterte Anhänger, die ihn als „hessischen Bauernkönig“ feierten. 1886 hielt er auch eine Rede in der Berliner Bockbrauerei, die die antisemitische Bewegung mitfinanzierte. Kern seiner Agitation war u. a. die Parole „Deutschland den Deutschen“, die 1919 zur Losung des Deutschvölkischen Schutz- und Trutzbundes wurde. Unterstützt wurde seine Agitation durch die Zeitungen Die Wucherpille, Reichsgeldmonopol und Reichsherold, die Böckel herausgab oder für die er schrieb (z. T. unter dem Pseudonym Dr. Capistrano – eine Bezugnahme auf den mittelalterlichen Inquisitor Johannes Capistranus, der sich auf Judenverfolgung spezialisiert hatte).
Der „hessische Bauernkönig“ stand „auf dem linken Flügel der antisemitischen Front, mit liberal-demokratischen, teilweise sozialistischen Parolen“. Mit seiner Parole „gegen Junker und Juden“ verknüpfte er antikonservatives und antisemitisches Gedankengut. Bei der Reichstagswahl 1887 wurde er für den Reichstagswahlkreis Regierungsbezirk Kassel 5 Marburg-Kirchhain als erster unabhängiger Antisemit in den Reichstag gewählt. Böckel betrieb einen Selbsthilfe-Antisemitismus, der die Bauern unabhängig vom jüdischen Kapital machen sollte. Er gründete den Kurhessischen Bauernbund, der sich unter seinem Vorsitzenden Alfred Winkler aber nicht der antisemitischen Bewegung anschloss. Daraufhin rief Böckel 1890 den Mitteldeutschen Bauernverein ins Leben. Er förderte landwirtschaftliche Kooperativen, Rechtsberatung für verschuldete Bauern und veranstaltete „judenfreie“ Viehmärkte. 1890 gründete Böckel die Antisemitische Volkspartei, die sich 1893 in Deutsche Reformpartei umbenannte. Sein eigentliches politisches Einflussgebiet blieb aber auf Kurhessen begrenzt. 1890, 1893 und 1898 wurde Böckel in Marburg wiedergewählt, obwohl er von allen anderen Parteien bekämpft wurde. Die Behörden fürchteten, dass Böckels aggressive Wahlkampffeldzüge der sozialdemokratischen Landagitation Vorschub leisten würden. Deshalb förderten sie die Gründung von der Böckel-Bewegung unabhängiger Selbsthilfe-Organisationen nach dem Raiffeisen-Prinzip.

### Politischer Niedergang
Ein Skandal um ein uneheliches Kind und die Zweckentfremdung von Geldern des Mitteldeutschen Bauernvereins für Wahlkampfagitation führten dazu, dass Böckel 1894 Marburg verlassen musste. Als sein Versuch, die Vereinigung seiner Deutschen Reformpartei mit der Deutschsozialen Partei zu verhindern, scheiterte, trat Böckel aus Partei und Fraktion aus. Er kritisierte die Nähe der neuen Deutschsozialen Reformpartei zu den Konservativen und zum Bund der Landwirte, welche er in Hessen als politische Gegner bekämpft hatte. Die Wiederbelebung der Antisemitischen Volkspartei gemeinsam mit Hermann Ahlwardt scheiterte kläglich. 1903 verlor Böckel seinen Marburger Wahlkreis ausgerechnet an den Linksliberalen und ehemaligen Antisemiten Hellmut von Gerlach. Die antisemitische Bewegung in Hessen war mittlerweile aufgrund der Erfolge der Raiffeisen-Bewegung abgeflaut und vom Bund der Landwirte absorbiert worden, für den schließlich auch Böckel von 1897 bis 1899 als Agitator tätig wurde. Alle Versuche Böckels, in der antisemitischen Bewegung wieder Fuß zu fassen, scheiterten. Der gemeinsam mit Paul Förster und Hans von Mosch gegründete Deutsche Volksbund blieb bedeutungslos, und ein Comeback in seinem Marburger Wahlkreis bei der Reichstagswahl von 1912 scheiterte kläglich.

### Nachwirkungen
Otto Böckel starb im Alter von 64 Jahren in Michendorf. Die Nationalsozialisten stilisierten ihn zu einem Wegbereiter ihres Gedankenguts. Führende hessische Nationalsozialisten, wie der spätere Staatspräsident Ferdinand Werner, waren in ihrer Jugend in der Böckel-Bewegung tätig.
Fred H. Richards hat 1967 die Nachwirkungen von Böckels Antisemitismus im Parteiprogramm der NSDAP und der NPD tabellarisch dargestellt.

## Werke (Auswahl)

### Volkskundliche Schriften
- Deutsche Volkslieder aus Oberhessen, 1885
- Der deutsche Wald im deutschen Lied, 1899
- Dorfbilder aus Hessen und der Mark, 1908
- Psychologie der Volksdichtung, 1913
- Seelenland. Bilder aus deutscher Heldenzeit, 1913
- Das deutsche Volkslied, 1917

### Antisemitische Schriften
- Die Juden – Die Könige unserer Zeit, 1887, wieder 1901
- Die Quintessenz der Judenfrage, 1889
- Nochmals: Die Juden – die Könige unserer Zeit, 1901